# Devarodes cressida
Devarodes cressida là một loài bướm đêm trong họ Geometridae.